# متروپولین
متروپولین (عبری: מטרופולין‎) شرکت ترابری اسرائیلی است، که در سال ۲۰۰۰ تأسیس شد.